# Namborn
Namborn és un municipi del districte de Sankt Wendel a l'estat federat alemany de Saarland. Està situat aproximadament a 7 km al nord de Sankt Wendel, i a 25 km al sud-oest d'Idar-Oberstein.

## Nuclis
- Baltersweiler
- Eisweiler
- Furschweiler
- Gehweiler
- Heisterberg
- Hirstein
- Hofeld-Mauschbach
- Namborn
- Pinsweiler
- Roschberg